# Socialismo com características chinesas
O sistema teórico do socialismo com características chinesas é um termo amplo para teorias e políticas que são vistas por seus defensores como representando o marxismo-leninismo adaptado às circunstâncias chinesas e a períodos específicos. Por exemplo, nesta visão, considera-se que o pensamento de Xi Jinping representa políticas marxistas-leninistas adequadas à condição atual da China, enquanto a teoria de Deng Xiaoping foi considerada relevante para o período em que foi formulada.
O termo entrou em uso comum durante a era de Deng Xiaoping e foi amplamente associado ao programa geral de Deng de adotar elementos de economia de mercado como um meio de promover o crescimento usando investimentos estrangeiros e aumentar a produtividade (especialmente no campo onde 80% da população da China vivia) enquanto o Partido Comunista da China manteve seu compromisso formal de alcançar o comunismo e seu monopólio do poder político. Na narrativa oficial do partido, o socialismo com características chinesas é o marxismo-leninismo adaptado às condições chinesas e um produto do socialismo científico. A teoria estipulava que a China estava no estágio primário do socialismo devido ao seu nível relativamente baixo de riqueza material e precisava se envolver no crescimento econômico antes de buscar uma forma mais igualitária de socialismo, o que por sua vez levaria a uma sociedade comunista descrita na ortodoxia marxista.

## Socialismo Pré-Era Mao
Após a Revolução Xinhai em 1911 liderada pelo Kuomintang, Sun Yat-sen, líder do partido e aliado do Partido Comunista Chinês quando este foi criado, já fazia tentativas de uma economia socialista semelhante a moderna nos territórios controlados pela Primeira Frente Unida.

## Estágio primário do socialismo

### Durante a era Mao Zedong
O conceito de um estágio primário do socialismo foi concebido antes da China introduzir reformas econômicas. No início dos anos 1950, os economistas Yu Guangyuan, Xue Muqiao e Sun Yefang levantaram a questão da transformação socialista em que a economia de baixa força produtiva da China estava em um período de transição, posição que Mao Zedong endossou brevemente até 1957. Ao discutir a necessidade de relações de mercadorias na 1ª Conferência de Zhengzhou (2 a 10 de novembro de 1958), por exemplo, Mao - presidente do Comitê Central do Partido Comunista da China — disse que a China estava no "estágio inicial do socialismo". No entanto, Mao nunca elaborou melhor o conceito.

### Após a morte de Mao Zedong

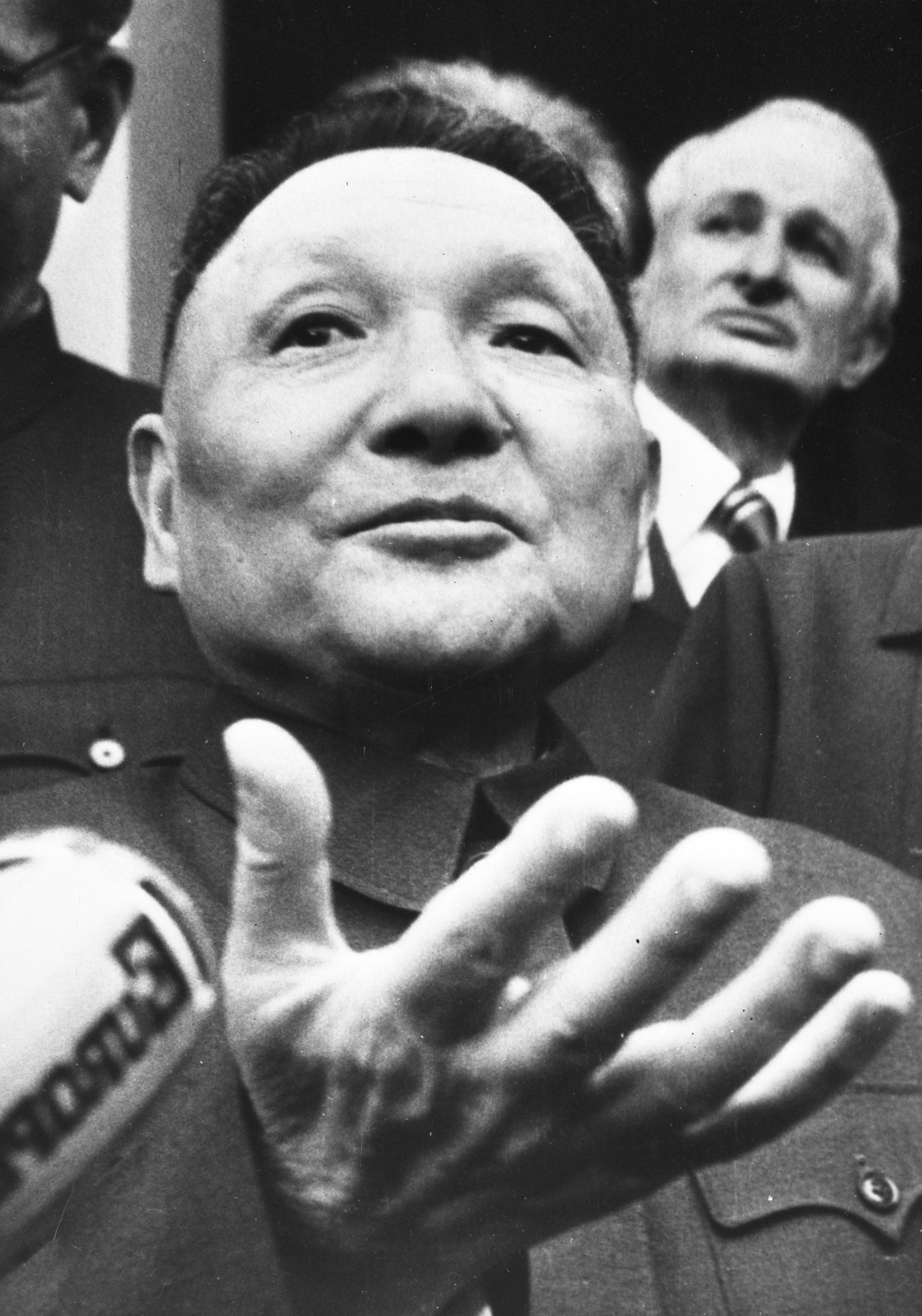
Deng Xiaoping em 1976

Em 5 de maio de 1978, o artigo "Colocando em prática o princípio socialista da distribuição segundo o trabalho" (贯彻 执行 按劳分配 的 社会主义 原则) elaborou a ideia de que a China ainda estava no primeiro estágio de alcançar o comunismo puro e que não havia se tornado uma sociedade verdadeiramente socialista. O artigo foi escrito por membros do Escritório de Pesquisa Política do Conselho de Estado, liderados pelo economista Yu Guangyuan, sob as ordens de Deng Xiaoping, a fim de "criticar e repudiar" as crenças da esquerda comunista. Depois de lê-lo, o próprio Deng escreveu um breve memorando dizendo que era "bem escrito e mostra que a natureza da distribuição pelo trabalho não é capitalista, mas socialista [...] para implementar esse princípio, muitas coisas devem ser feitas e muitas instituições devem ser revividas. Ao todo, isso é para incentivarmos a fazer melhor". O termo reapareceu no 6º plenário do 11º Comitê Central, em 27 de junho de 1981, no documento "Resolução sobre certas questões da história de nosso partido desde a fundação da RPC". Hu Yaobang, Secretário Geral do Partido Comunista da China, usou o termo em seu relatório ao 12º Congresso Nacional em 1 de setembro de 1982. Mas apenas na "Resolução sobre o Princípio Orientador na Construção da Espiritualidade Socialista". Civilização", no 6º plenário do 12º Comitê Central, que o termo passou a ser usado na defesa das reformas econômicas que estavam sendo introduzidas.
No 13º Congresso Nacional, o secretário-geral interino Zhao Ziyang em nome do 12º Comitê Central apresentou o relatório "Avanço ao longo do caminho do socialismo com características chinesas". Ele escreveu que a China era uma sociedade socialista, mas que o socialismo na China estava em seu estágio primário uma peculiaridade chinesa que se devia ao estado não desenvolvido das forças produtivas do país. Durante esta fase de desenvolvimento, Zhao recomendou a introdução de uma economia planejada de commodities com base na propriedade pública. O principal fracasso da direita comunista de acordo com Zhao foi que eles não reconheceram que a China poderia alcançar o socialismo ignorando o capitalismo. O principal fracasso da esquerda comunista foi que eles mantinham a "posição utópica" de que a China poderia contornar o estágio primário do socialismo no qual as forças produtivas devem ser modernizadas.
Em 5 de outubro de 1987, Yu Guangyuan, um dos principais autores do conceito, publicou um artigo intitulado "Economia no estágio inicial do socialismo" e especulou que esse estágio histórico duraria duas décadas e talvez muito mais. Isso representa, diz Ian Wilson, "uma grave aflição às expectativas criadas no início dos anos 1970, quando a antiga escala salarial de oito graus estava sendo comprimida para apenas três níveis e um sistema distributivo mais uniforme era considerado um importante objetivo nacional". Em 25 de outubro, Zhao expôs ainda mais o conceito de estágio primário do socialismo e disse que a linha do partido deveria seguir "um centro e dois pontos básicos" - o foco central do Estado chinês era o desenvolvimento econômico, mas que isso deveria ocorrer simultaneamente através do controle político centralizado (isto é, os Quatro Princípios Cardeais) e mantendo a política de reforma e abertura.
O secretário geral Jiang Zemin elaborou o conceito dez anos depois, primeiro durante um discurso na Escola Central do Partido em 29 de maio de 1997 e novamente em seu relatório ao 15º Congresso Nacional em 12 de setembro. Segundo Jiang, o terceiro plenário do 11º Comitê Central analisou e formulou corretamente um programa cientificamente correto para os problemas enfrentados pela China e pelo socialismo. Nas palavras de Jiang, o estágio primário do socialismo era um "estágio não desenvolvido". A tarefa fundamental do socialismo é desenvolver as forças produtivas; portanto, o objetivo principal durante o estágio primário deve ser o desenvolvimento posterior das forças produtivas nacionais. A principal contradição na sociedade chinesa durante o estágio primário do socialismo é "as crescentes necessidades materiais e culturais do povo e o atraso da produção". Essa contradição permanecerá até a China concluir o processo do estágio primário do socialismo - e por causa disso - o desenvolvimento econômico deve permanecer o foco principal do partido durante esse estágio.
Jiang elaborou três pontos para desenvolver o estágio primário do socialismo. O primeiro - desenvolver uma economia socialista com características chinesas - significava desenvolver a economia emancipando e modernizando as forças de produção enquanto desenvolvia uma economia de mercado. O segundo - construindo políticas socialistas com características chinesas - significava "administrar os assuntos do Estado de acordo com a lei", desenvolvendo a democracia socialista sob o partido e tornando o "povo o mestre do país". O terceiro ponto - construir a cultura socialista com características chinesas - significava transformar o marxismo no guia para treinar o povo, a fim de lhes dar "grandes ideais, integridade moral, uma boa educação e um forte senso de disciplina, e desenvolver um cultura nacional e científica socialista popular, voltada para as necessidades da modernização, do mundo e do futuro".
Quando perguntado quanto tempo duraria o estágio primário do socialismo, Zhao respondeu "[levará pelo menos 100 anos [...] [antes] que a modernização socialista tenha sido realizada de maneira principal". A constituição do estado afirma que "a China estará no estágio primário do socialismo por muito tempo". Como Zhao, Jiang acreditava que levaria pelo menos 100 anos para chegar a um estágio mais avançado.

## Economia socialista de mercado
Deng Xiaoping, o arquiteto das reformas econômicas chinesas, não acreditava que a economia de mercado fosse sinônimo de capitalismo ou que o planejamento fosse sinônimo de socialismo. Durante sua turnê pelo sul, ele disse que "as forças de planejamento e de mercado não são a diferença essencial entre socialismo e capitalismo. Uma economia planejada não é a definição de socialismo, porque há planejamento sob o capitalismo; a economia de mercado também acontece sob o socialismo. As forças de planejamento e de mercado são as duas formas de controlar a atividade econômica".

### Justificativa ideológica
Na década de 1980, ficou evidente para os economistas chineses que a teoria marxista da lei do valor - entendida como a expressão da teoria do valor do trabalho - não poderia servir de base ao sistema de preços da China. Eles concluíram que Marx nunca pretendeu que sua teoria do direito do valor funcionasse "como uma expressão do 'tempo de trabalho concretizado'". A noção de Marx de "preços de produção" não fazia sentido para as economias planejadas no estilo soviético, uma vez que as formações de preços, de acordo com Marx, era estabelecida pelos mercados. Os planejadores soviéticos usaram a lei do valor como base para racionalizar os preços na economia planejada. Segundo fontes soviéticas, os preços foram "planejados tendo em vista os [...] requisitos básicos da lei do valor". No entanto, a principal falha na interpretação soviética foi que eles tentaram calibrar preços sem um mercado competitivo, pois, segundo Marx, os mercados competitivos permitiram um equilíbrio nas taxas de lucro, o que levou a um aumento nos preços de produção. A rejeição da interpretação soviética da lei do valor levou à aceitação da ideia de que a China ainda estava no estágio primário do socialismo. O argumento básico era que as condições previstas por Marx para alcançar o estágio socialista do desenvolvimento ainda não existiam na China.
Mao disse que a imposição de "relações progressivas de produção" revolucionaria a produção. A rejeição de seu sucessor dessa visão, segundo A. James Gregor, frustrou a continuidade ideológica do maoísmo - oficialmente o pensamento de Mao Zedong. O marxismo clássico argumenta que uma revolução socialista só ocorreria em sociedades capitalistas avançadas e seu sucesso sinalizaria a transição de uma economia capitalista baseada em mercadorias para uma "economia de produto" na qual os bens seriam distribuídos para a necessidade das pessoas e não para lucro. Se, devido à falta de uma explicação coerente na chance de fracasso, essa revolução não ocorresse, os revolucionários seriam forçados a assumir as responsabilidades da burguesia. Os comunistas chineses estão procurando uma nova teoria marxista do desenvolvimento. O teórico do partido Luo Rongqu reconheceu que os fundadores do marxismo nunca "formularam nenhuma teoria sistemática sobre o desenvolvimento do mundo não ocidental" e disse que o Partido Comunista da China deveria "estabelecer seu próprio referencial teórico sintetizado para estudar o problema do desenvolvimento moderno". Segundo A. James Gregor, a implicação dessa postura é que " o marxismo chinês está atualmente em um estado de profunda descontinuidade teórica".

### Propriedade privada
O conceito de propriedade privada está enraizado no marxismo clássico. Desde que a China adotou o socialismo quando era um país semi-feudal e semicolonial, ele está no estágio primário do socialismo, por causa disso, certas políticas e características do sistema — como a produção de mercadorias para o mercado, a existência de um setor privado e a dependência do motivo de lucro na gestão empresarial - foram alteradas. Essas mudanças foram permitidas desde que melhorassem a produtividade e modernizassem os meios de produção e, assim, desenvolvessem ainda mais o socialismo.
O Partido Comunista da China ainda considera a propriedade privada não-socialista. No entanto, segundo os teóricos do partido, a existência e o crescimento da propriedade privada não necessariamente prejudicam o socialismo e promovem o capitalismo na China. Argumenta-se que Karl Marx e Friedrich Engels nunca propuseram a abolição imediata da propriedade privada. Segundo o livro de Engels, Principles of Communism, o proletariado só pode abolir a propriedade privada quando as condições necessárias forem cumpridas. Na fase anterior à abolição da propriedade privada, Engels propôs tributação progressiva, altos impostos sobre herança e compras obrigatórias de títulos para restringir a propriedade privada, enquanto usava os poderes competitivos das empresas estatais para expandir o setor público. Marx e Engels propuseram medidas semelhantes no Manifesto Comunista em relação aos países avançados, mas, como a China era economicamente subdesenvolvida, os teóricos do partido pediram flexibilidade quanto ao manuseio da propriedade privada pelo partido. Segundo o teórico do partido Liu Shuiyuan, o programa Nova Política Econômica, iniciado pelas autoridades soviéticas após o programa comunista de guerra, é um bom exemplo de flexibilidade das autoridades socialistas.
O teórico do partido Li Xuai disse que a propriedade privada envolve inevitavelmente a exploração capitalista. No entanto, Li considera a propriedade privada e a exploração necessárias no estágio primário do socialismo, alegando que o capitalismo, no estágio primário, usa remanescentes da sociedade antiga para se construir. Sun Liancheng e Lin Huiyong disseram que Marx e Engels - em sua interpretação do Manifesto Comunista - criticavam a propriedade privada quando pertenciam exclusivamente à burguesia, mas não a propriedade individual na qual todos possuem os meios de produção e, portanto, não podem ser explorado por outros. A propriedade individual é considerada consistente com o socialismo, uma vez que Marx escreveu que a sociedade pós-capitalista implicaria a reconstrução da "propriedade individual social associada".